# 德米特里欧斯·安格洛斯·杜卡斯
德米特里欧斯·安格洛斯·杜卡斯（希臘語：Δημήτριος Ἀγγελοδούκας）是塞萨洛尼基帝国的最后一位君主，以专制君主的头衔，在1244-1246年间统治塞萨洛尼基，同时也是尼西亚帝国的附庸，1246年，塞萨洛尼基被尼西亚帝国吞并，德米特里乌斯被流放至小亚细亚度过余生。

## 家族
德米特里欧斯是狄奥多尔·科穆宁·杜卡斯和玛利亚·佩特拉丽菲娜的幼子，约出生于1220年，他是拜占庭皇帝阿莱克修斯一世·科穆宁与皇后伊琳娜·杜卡伊娜的玄孙（阿莱克修斯之女狄奥多拉·科穆宁娜的曾孙），他的家族也因此自称科穆宁·杜卡斯家族；伊萨克二世和阿莱克修斯三世这两位安格洛斯王朝的皇帝是他的堂叔（他的祖父约翰·杜卡斯的侄子），他的曾祖父君士坦丁·安格洛斯正是安格洛斯家族的创建者。但他的父亲和大多数亲人在名字中使用“科穆宁”或“杜卡斯”这两个更具威望的姓氏，而不是“安格洛斯”，因为两位安格洛斯王朝皇帝昏庸无能，给这个姓蒙上了坏名声，但1244年9月25日的一份手稿证明德米特里欧斯使用了“安格洛斯·杜卡斯”这个姓氏。

## 统治背景
德米特里欧斯的父亲狄奥多尔于1215年继承伊庇鲁斯专制国，又于1224年征服了拉丁人的塞萨洛尼基王国，自己称帝，建立塞萨洛尼基帝国，与小亚细亚的尼西亚帝国相抗衡。1230年时，局面倾向于狄奥多尔，但在这一年中，他在科洛科特尼扎战役中被保加利亚的伊凡·阿森二世彻底击败，本人被俘，后又因为阴谋对抗伊凡·阿森二世而被致盲。塞萨洛尼基帝国也随之崩溃，色雷斯、马其顿、阿尔巴尼亚被保加利亚占领，狄奥多尔的弟弟曼努埃尔继承皇位，作为保加利亚的附庸统治剩余的领土。但德米特里乌斯的姐姐伊琳娜与伊凡·阿森二世于1237年结婚，狄奥多尔随之被释放，回到塞萨洛尼基推翻了曼努埃尔，但由于他已失明（按拜占庭传统，失明者不能做皇帝），他把儿子约翰·科穆宁·杜卡斯扶上皇位。1242年，尼西亚帝国的约翰三世出兵塞萨洛尼基。迫使约翰承认尼西亚帝国为宗主，并放弃皇帝头衔，改称“专制君主”。

## 统治与流放
狄奥多尔被放逐到沃德纳（今埃泽萨），在那里继续遥控国政，1244年，约翰去世，德米特里欧斯继位（具体时间是在9月25日之前），同时向尼西亚派去使节告知这一继承，并指出这符合1242年双方达成的协议，约翰三世承认了这一继承，并授予他专制君主的头衔。
德米特里欧斯是个放荡的年轻人，几乎没有得到塞萨洛尼基权贵们的支持，他们开始密谋反对新君主，并计划让尼西亚帝国接管城市，因为尼西亚帝国此时已成为拜占庭帝国的继承国中最强大的国家。
1246年，约翰三世再次前往欧洲作战，三个月的战斗中，他从保加利亚那里夺取了色雷斯和马其顿的大部分，并将其降为附庸。约翰三世在梅尔尼克会见了塞萨洛尼基的阴谋者们派来的使节，使节提出阴谋者们会帮助他对付德米特里欧斯，并把塞萨洛尼基城交给他，作为回报，阴谋者要求皇帝赐予他们特权，约翰三世欣然允诺。他随后命令德米特里欧斯来到他面前来表示忠诚和顺从，但被后者拒绝，德米特里欧斯也开始怀疑，但阴谋者们成功地打消了他的疑虑。
约翰三世随后到达塞萨洛尼基城下，再次要求德米特里欧斯出城向他的宗主致敬，但再次被拒绝，几天后，塞萨洛尼基城内的阴谋者打开了一扇城门，放尼西亚军队进入，德米特里欧斯惊恐万分，逃入城堡，这时他的姐姐伊琳娜前去面见约翰三世，为弟弟争取了宽大处理。塞萨洛尼基城被并入尼西亚帝国，由总督安德洛尼卡·巴列奥略统治。德米特里欧斯被流放到比提尼亚的勒提阿纳（Lentiana）堡垒，之后死在那里，死期未知。他的父亲狄奥多尔孤立无援，居住在沃德纳（今埃泽萨），只能无可奈何地看着自己的国家灭亡。

## 脚注
1. ↑  Varzos 1984，第637頁.
2. 1 2 3 4  ODB，"Demetrios Angelos Doukas" (M. J. Angold), p. 605.
3. ↑  Loenertz 1973，第362頁.
4. ↑  Polemis 1968，第89 (note 2)頁.
5. ↑  Varzos 1984，第548–551 (notes 2, 3, 4)頁.
6. ↑  Polemis 1968，第93頁.
7. ↑  ODB，"Theodore Komnenos Doukas" (M. J. Angold), p. 2042.
8. ↑  Fine 1994，第119–124頁.
9. ↑  Fine 1994，第124–125頁.
10. ↑  Varzos 1984，第611–613頁.
11. ↑  Fine 1994，第124頁.
12. ↑  Varzos 1984，第614, 616頁.
13. ↑  Fine 1994，第126頁.
14. ↑  Varzos 1984，第616–617, 639–642頁.
15. ↑  Fine 1994，第133頁.
16. ↑  Varzos 1984，第618頁.
17. ↑  Fine 1994，第134頁.
18. ↑  Varzos 1984，第622–625頁.
19. ↑  Ferjančić 1960，第62–63, 87頁.
20. ↑  Varzos 1984，第625–626頁.
21. ↑  Ferjančić 1960，第63頁.
22. 1 2 3  Fine 1994，第157頁.
23. ↑  Fine 1994，第156頁.
24. 1 2  Varzos 1984，第628頁.
25. ↑  Varzos 1984，第628–629頁.
26. ↑  Varzos 1984，第629頁.
27. ↑  Varzos 1984，第630頁.